# Wereldkampioenschap volleybal vrouwen 2022
Het  wereldkampioenschap volleybal vrouwen 2022 werd van 23 september tot en met 15 oktober 2022 gehouden in Nederland en Polen.

## Kandidaatstelling
Op 19 januari 2022 werd bekendgemaakt dat het toernooi georganiseerd zou worden door Polen en Nederland. Voor het eerst wordt het toernooi door twee verschillende landen georganiseerd.
| Speelstad | Locatie       | Competitiefase                                                  |
| --------- | ------------- | --------------------------------------------------------------- |
| Arnhem    | Gelredome     | eerste ronde                                                    |
| Rotterdam | Ahoy          | tweede ronde                                                    |
| Apeldoorn | Omnisport     | kwartfinales, halve finale, wedstrijd om derde plaats en finale |
| Gdańsk    | Ergo Arena    | eerste ronde                                                    |
| Łódź      | Atlas Arena   | eerste rond en tweede ronde                                     |
| Gliwice   | Gliwice Arena | kwartfinales en halve finale                                    |

## Tijdlijn kandidaatstelling
- 3 september 2018: de officiële uitnodiging om te bieden op de organisatie van het WK 2022 is aan alle FIVB-landen verzonden
- 30 september 2018: deadline voor nationale volleybalbonden om hun interesse in een bod te bevestigen
- 30 september 2018: bekendmaking van alle geïnteresseerde landen
- 30 september 2018: deadline voor nationale volleybalbonden om hun uitgewerkte bieddossier in te leveren bij de FIVB
- 12 januari 2019: toewijzing van het WK Volleybal 2022

De FIVB heeft in september 2018 onthuld dat het gastland op 12 januari 2019 bekend zal worden gemaakt.

## Gekwalificeerde landen
| Land                   | Gekwalificeerd als                           | Datum van kwalificatie | eerste deelname aan het toernooi | Laatste deelname | Totaal aantal deelnames |
| ---------------------- | -------------------------------------------- | ---------------------- | -------------------------------- | ---------------- | ----------------------- |
| Servië                 | Regerend Wereldkampioen                      | 20 oktober 2018        | 1978                             | 2018             | 5                       |
| Nederland              | Gastland                                     | 12 januari 2019        | 1956                             | 2018             | 14                      |
| Polen                  | Gastland                                     | 12 januari 2019        | 1952                             | 2010             | 10                      |
| Puerto Rico            | Finalist Noord-Amerikaans kampioenschap 2021 | 30 augustus 2021       | 1974                             | 2018             | 7                       |
| Dominicaanse Republiek | Finalist Noord-Amerikaans kampioenschap 2021 | 30 augustus 2021       | 1978                             | 2018             | 7                       |
| Italië                 | Halvefinalist EK Vrouwen 2021                | 1 september 2021       | 1978                             | 2018             | 11                      |
| Turkije                | Halvefinalist EK Vrouwen 2021                | 1 september 2021       | 2006                             | 2018             | 4                       |
| China                  | 1e plaats Ranglijst AVC                      | 5 september 2021       | 1956                             | 2018             | 15                      |
| Japan                  | 2e plaats Ranglijst AVC                      | 5 september 2021       | 1960                             | 2018             | 17                      |
| Brazilië               | Winnaar Zuid-Amerikaans kampioenschap        | 19 september 2021      | 1956                             | 2018             | 17                      |
| Colombia               | finalist Zuid-Amerikaans kampioenschap       | 19 september 2021      | 2022                             | 2022             | debuut                  |
| Kameroen               | Winnaar Afrikaans kampioenschap              | 19 september 2021      | 2006                             | 2018             | 3                       |
| Kenia                  | finalist Afrikaans kampioenschap             | 19 september 2021      | 1994                             | 2018             | 6                       |
| Verenigde Staten       | 1e plaats FIVB Ranglijst                     | 19 september 2021      | 1956                             | 2018             | 16                      |
| Rusland                | 8e plaats FIVB Ranglijst                     | 19 september 2021      | 1952                             | 2018             | 17                      |
| Duitsland              | 11e plaats FIVB Ranglijst                    | 19 september 2021      | 1956                             | 2018             | 15                      |
| België                 | 13e plaats FIVB Ranglijst                    | 19 september 2021      | 1956                             | 2018             | 3                       |
| Zuid-Korea             | 14e plaats FIVB Ranglijst                    | 19 september 2021      | 1967                             | 2018             | 12                      |
| Bulgarije              | 15e plaats FIVB Ranglijst                    | 19 september 2021      | 1952                             | 2018             | 12                      |
| Canada                 | 18e plaats FIVB Ranglijst                    | 19 september 2021      | 1974                             | 2018             | 9                       |
| Thailand               | 18e plaats FIVB Ranglijst                    | 19 september 2021      | 1998                             | 2018             | 5                       |
| Argentinië             | 21e plaats FIVB Ranglijst                    | 19 september 2021      | 1960                             | 2018             | 6                       |
| Tsjechië               | 22e plaats FIVB Ranglijst                    | 19 september 2021      | 1952                             | 2010             | 12                      |
| Kazachstan             | 23e plaats FIVB Ranglijst                    | 19 september 2021      | 2006                             | 2018             | 4                       |
| Kroatië                | Hertoewijzing                                | 18 maart 2022          | 1998                             | 2014             | 3                       |

## Eerste groepsfase

### Groep A
|      |             |     | Wedstrijden | Wedstrijden | Sets | Sets | Sets  | Set punten | Set punten | Set punten |
| Rank | Team        | Pts | W           | L           | W    | L    | Ratio | W          | L          | Ratio      |
| ---- | ----------- | --- | ----------- | ----------- | ---- | ---- | ----- | ---------- | ---------- | ---------- |
| 1    | Italië      | 15  | 5           | 0           | 15   | 2    | 7.500 | 431        | 328        | 1.314      |
| 2    | België      | 12  | 4           | 1           | 13   | 4    | 3.250 | 417        | 331        | 1260       |
| 3    | Nederland   | 9   | 3           | 2           | 11   | 7    | 1.571 | 413        | 357        | 1.157      |
| 4    | Puerto Rico | 6   | 2           | 3           | 7    | 10   | 0.700 | 371        | 382        | 0.971      |
| 5    | Kenia       | 3   | 1           | 4           | 4    | 12   | 0.333 | 289        | 383        | 0.755      |
| 6    | Kameroen    | 0   | 0           | 5           | 0    | 15   | 0.000 | 237        | 377        | 0.629      |

### Groep B
|      |                        |     | Wedstrijden | Wedstrijden | Sets | Sets | Sets  | Set punten | Set punten | Set punten |
| Rank | Team                   | Pts | W           | L           | W    | L    | Ratio | W          | L          | Ratio      |
| ---- | ---------------------- | --- | ----------- | ----------- | ---- | ---- | ----- | ---------- | ---------- | ---------- |
| 1    | Turkije                | 11  | 4           | 1           | 14   | 7    | 2.000 | 468        | 396        | 1.182      |
| 2    | Thailand               | 10  | 4           | 1           | 12   | 7    | 1.714 | 419        | 392        | 1.069      |
| 3    | Dominicaanse Republiek | 11  | 3           | 2           | 13   | 7    | 1.857 | 457        | 401        | 1.140      |
| 4    | Polen                  | 10  | 3           | 2           | 12   | 7    | 1.714 | 441        | 382        | 1.154      |
| 5    | Zuid-Korea             | 1   | 1           | 4           | 3    | 13   | 0.231 | 283        | 398        | 0.711      |
| 6    | Kroatië                | 0   | 0           | 5           | 2    | 15   | 0.133 | 326        | 425        | 0.767      |

### Groep C
|      |                  |     | Wedstrijden | Wedstrijden | Sets | Sets | Sets  | Set punten | Set punten | Set punten |
| Rank | Team             | Pts | W           | L           | W    | L    | Ratio | W          | L          | Ratio      |
| ---- | ---------------- | --- | ----------- | ----------- | ---- | ---- | ----- | ---------- | ---------- | ---------- |
| 1    | Servië           | 14  | 5           | 0           | 15   | 2    | 7.500 | 412        | 326        | 1.264      |
| 2    | Verenigde Staten | 12  | 4           | 1           | 12   | 4    | 3.000 | 381        | 303        | 1.257      |
| 3    | Canada           | 8   | 3           | 1           | 9    | 9    | 1.000 | 393        | 376        | 1.045      |
| 4    | Duitsland        | 7   | 2           | 2           | 8    | 10   | 0.800 | 394        | 397        | 0.992      |
| 5    | Bulgarije        | 4   | 1           | 4           | 8    | 12   | 0.667 | 417        | 464        | 0.899      |
| 6    | Kazachstan       | 0   | 0           | 5           | 0    | 15   | 0.000 | 244        | 375        | 0.651      |

### Groep D
|      |            |     | Wedstrijden | Wedstrijden | Sets | Sets | Sets  | Set punten | Set punten | Set punten |
| Rank | Team       | Pts | W           | L           | W    | L    | Ratio | W          | L          | Ratio      |
| ---- | ---------- | --- | ----------- | ----------- | ---- | ---- | ----- | ---------- | ---------- | ---------- |
| 1    | China      | 12  | 4           | 1           | 13   | 3    | 4.333 | 395        | 352        | 1.122      |
| 2    | Japan      | 12  | 4           | 1           | 12   | 4    | 3.000 | 387        | 327        | 1.183      |
| 3    | Brazilië   | 12  | 4           | 1           | 13   | 5    | 2.600 | 431        | 356        | 1.211      |
| 4    | Argentinië | 5   | 2           | 3           | 6    | 12   | 0.500 | 377        | 413        | 0.913      |
| 5    | Tsjechië   | 3   | 1           | 4           | 5    | 13   | 0.385 | 375        | 422        | 0.889      |
| 6    | Colombia   | 1   | 0           | 5           | 3    | 15   | 0.200 | 335        | 430        | 0.779      |

## Tweede groepsfase

### Groep E
|      |             |     | Wedstrijden | Wedstrijden | Sets | Sets | Sets  | Set punten | Set punten | Set punten |
| Rank | Team        | Pts | W           | L           | W    | L    | Ratio | W          | L          | Ratio      |
| ---- | ----------- | --- | ----------- | ----------- | ---- | ---- | ----- | ---------- | ---------- | ---------- |
| 1    | Italië      | 25  | 8           | 1           | 26   | 6    | 4.333 | 783        | 627        | 1.248      |
| 2    | Brazilië    | 23  | 8           | 1           | 25   | 8    | 3.125 | 793        | 631        | 1.256      |
| 3    | Japan       | 21  | 7           | 2           | 22   | 8    | 2.750 | 707        | 628        | 1.125      |
| 4    | China       | 20  | 7           | 2           | 22   | 8    | 2.750 | 712        | 642        | 1.109      |
| 5    | België      | 15  | 5           | 4           | 18   | 13   | 1.384 | 708        | 667        | 1.061      |
| 6    | Nederland   | 13  | 4           | 5           | 16   | 17   | 0.941 | 733        | 680        | 1.077      |
| 7    | Puerto Rico | 9   | 3           | 6           | 10   | 20   | 0.500 | 616        | 690        | 0.892      |
| 8    | Argentinië  | 5   | 2           | 7           | 8    | 24   | 0.333 | 644        | 755        | 0.852      |

### Groep F
|      |                        |     | Wedstrijden | Wedstrijden | Sets | Sets | Sets   | Set punten | Set punten | Set punten |
| Rank | Team                   | Pts | W           | L           | W    | L    | Ratio  | W          | L          | Ratio      |
| ---- | ---------------------- | --- | ----------- | ----------- | ---- | ---- | ------ | ---------- | ---------- | ---------- |
| 1    | Servië                 | 26  | 9           | 0           | 27   | 2    | 13.500 | 714        | 570        | 1.252      |
| 2    | Verenigde Staten       | 20  | 7           | 2           | 21   | 11   | 1.909  | 745        | 652        | 1.142      |
| 3    | Turkije                | 17  | 6           | 3           | 21   | 13   | 1.615  | 775        | 699        | 1.108      |
| 4    | Polen                  | 17  | 6           | 3           | 21   | 14   | 1.500  | 792        | 720        | 1.100      |
| 5    | Canada                 | 14  | 5           | 4           | 17   | 18   | 0.944  | 767        | 741        | 1.035      |
| 6    | Dominicaanse Republiek | 15  | 4           | 5           | 19   | 17   | 1.117  | 789        | 764        | 1.032      |
| 7    | Thailand               | 11  | 4           | 5           | 16   | 19   | 0.842  | 757        | 769        | 0.984      |
| 8    | Duitsland              | 11  | 3           | 6           | 14   | 20   | 0.700  | 735        | 767        | 0.958      |

## Knock-out fase
|  | Kwartfinale           | Kwartfinale         |                       |   | Halve finale          | Halve finale          |   |  | Finale | Finale |
|  |                       |                     |                       |   |                       |                       |   |  |        |        |
|  | 11 oktober, Apeldoorn |                     |                       |   |                       |                       |   |  |        |        |
|  |                       |                     |                       |   |                       |                       |   |  |        |        |
|  | Italië                | 3                   |                       |   |                       |                       |   |  |        |        |
|  | Italië                | 3                   | 13 oktober, Apeldoorn |   |                       |                       |   |  |        |        |
|  | China                 | 1                   |                       |   |                       |                       |   |  |        |        |
|  | China                 | 1                   | Italië                | 1 |                       |                       |   |  |        |        |
|  | 11 oktober, Apeldoorn |                     | Italië                | 1 |                       |                       |   |  |        |        |
|  |                       | Brazilië            | 3                     |   |                       |                       |   |  |        |        |
|  | Brazilië              | Brazilië            | 3                     | 3 |                       |                       |   |  |        |        |
|  | Brazilië              |                     | 15 oktober, Apeldoorn | 3 |                       |                       |   |  |        |        |
|  | Japan                 | 2                   |                       |   |                       |                       |   |  |        |        |
|  | Japan                 | 2                   | Brazilië              | 0 |                       |                       |   |  |        |        |
|  | 11 oktober, Gliwice   |                     | Brazilië              | 0 |                       |                       |   |  |        |        |
|  |                       | Servië              | 3                     |   |                       |                       |   |  |        |        |
|  | Servië                | Servië              | 3                     | 3 |                       |                       |   |  |        |        |
|  | Servië                | 12 oktober, Gliwice |                       | 3 |                       |                       |   |  |        |        |
|  | Polen                 | 2                   |                       |   |                       |                       |   |  |        |        |
|  | Polen                 | 2                   | Servië                | 3 | Derde plaats          | Derde plaats          |   |  |        |        |
|  | 11 oktober, Gliwice   |                     | Servië                | 3 | Derde plaats          | Derde plaats          |   |  |        |        |
|  |                       | Verenigde Staten    | 1                     |   | 15 oktober, Apeldoorn | 15 oktober, Apeldoorn |   |  |        |        |
|  | Verenigde Staten      | Verenigde Staten    | 1                     | 3 | 15 oktober, Apeldoorn | 15 oktober, Apeldoorn |   |  |        |        |
|  | Verenigde Staten      |                     |                       |   |                       | Italië                | 3 |  |        |        |
|  | Turkije               | 0                   |                       |   |                       | Italië                | 3 |  |        |        |
|  | Turkije               | 0                   | Verenigde Staten      | 0 |                       |                       |   |  |        |        |
|  |                       |                     | Verenigde Staten      | 0 |                       |                       |   |  |        |        |

1952 · 
1956 · 
1960 · 
1962 · 
1967 · 
1970 · 
1974 · 
1978 · 
1982 · 
1986 · 
1990 · 
1994 · 
1998 · 
2002 · 
2006 ·
2010 ·
2014 ·
2018 ·
2022